# Aina Cid i Centelles
Aina Cid i Centelles (Amposta, 1 de setembre de 1994) és una remadora catalana.
L'any 2016, després d'obtenir la classificació olímpica al maig a Lucerna (Suïssa), ha participat juntament amb la seua companya Anna Boada en la prova de dos sense timoner en els Jocs Olímpics de Rio 2016, i ha estat diploma olímpic en ocupar el sisè lloc a la final.
Als Campionats del món, celebrats a Plòvdiv, Aina, juntament amb la seva companya de dos sense timoner, Anna Boada, va aconseguir un tercer lloc a la final de femenina absoluta, i va obtenir la Medalla de bronze, i que és la primera medalla obtinguda per un equip espanyol en un Copa del món després de dotze anys des de l'última, d'argent, al mundial d'Eton 2006. A més, aquesta era la primera medalla femenina en una prova olímpica en un Campionat Mundial en la història del rem espanyol. El juny de 2019, al costat de Virginia Díaz, va aconseguir la primera medalla d'or de la història del rem espanyol al Campionat d'Europa disputat a Lucerna (Suïssa), i l'agost del mateix any, al Campionat del món que es disputava a les poblacions austríaques de Linz i Ottensheim, s'assegurava la classificació per als Jocs Olímpics de Tòquio.

## Palmarès
- 2016: Medalla d'or a la regata de classificació olímpica de Lucerna,  Suïssa: Dos sense femení (W2-)[7]
- 2016: 6è lloc en els Jocs Olímpics a Rio de Janeiro,  Brasil: Dos sense femení (W2-)[2]
- 2017: 5è lloc al Campionat del Món de 2017 a Sarasota  Estats Units: Dos sense timoner femení (W2-)
- 2018: Medalla de bronze al Campionat del Món de 2018 a Plòvdiv,  Bulgària: Dos sense timoner femení (W2-)[3]
- 2019: Medalla d'or al Campionat Europeu de Rem de 2019 a Lucerna,  Suïssa: Dos sense timoner femení (W2-)